# Hola señorita
Hola señorita è una canzone del cantante e rapper franco-congolese Gims. È stato pubblicato come singolo dalla ristampa del suo album Ceinture noire Transcendence. La canzone 
è in parte cantata in spagnolo dalla voce del cantante colombiano Maluma. Un video musicale della canzone è stato pubblicato il 12 maggio 2019 con la collaborazione di Leyna Zniber. Ha raggiunto la posizione n. 15 della classifica in Francia.

## Video musicale
La canzone è accompagnata dal video musicale di riprese fatte in Marocco ed è uscito il 10 maggio 2019. Il video ha generato 26 milioni di visualizzazioni dopo una settimana dalla sua pubblicazione. Nel luglio 2021 ha raggiunto i 435 milioni di visualizzazioni.